# Saint-Rémy (Côte-d’Or)
Saint-Rémy – miejscowość i gmina we Francji, w regionie Burgundia-Franche-Comté, w departamencie Côte-d’Or.
Według danych na rok 1990 gminę zamieszkiwały 884 osoby, a gęstość zaludnienia wynosiła 64 osoby/km² (wśród 2044 gmin Burgundii Saint-Rémy plasuje się na 264. miejscu pod względem liczby ludności, natomiast pod względem powierzchni na miejscu 701.).